# Juan Martín de Pueyrredón (departamento)
Juan Martín de Pueyrredón, conhecido anteriormente como Capital (conhecido anteriormente como La Capital) é um departamento da Argentina, localizado na província de San Luis.

## Toponímia
Até 2010, seu nome oficial era Departamento da Capital,, também conhecida como Departamento Capital. A Legislatura Provincial atualmente a descreve apenas como "Juan Martín de Pueyrredón", desde 2010.

## Demografia
Segundo os resultados provisionais INDEC do censo de 2010 a população do departamento alcançara os 204 512 habitantes.
| População | 7049 | 17 815   | 24 108  | 37 323  | 48.761  | 59 113  | 80 094  | 121 004 | 168 771 | 204 019 |
| Variação  | -    | +152,73% | +35,32% | +54,81% | +30,64% | +21,23% | +35,49% | +51,07% | +39,47% | +21,18% |

Fonte: Instituto Nacional de Estadísticas y Censos, INDEC